# 山菱瘤蝽
山菱瘤蝽（学名：Amblythyreus esakii）为獵蝽科菱瘤蝽屬下的一个种。